# Alina

## Origine și semnificații
Prenumele feminin Alina este de origine slavă. Are semnificația de - nobil, bland. Mai poate fi un derivat al numelui Adelina sau al numelor care se termină în - alina.
- în celtica numele Alina înseamnă - frumos,
- în chineză 阿麗娜 înseamnă - ochi mari luminoși
- în greacă Αλίνα înseamnă - lumină
- în rusă Алина înseamnă - în sensul local speranță
- în română Alina provine de la verbul - a alina
- în arabă ألينا‎‎ - nobil, ilustru
- în japoneză アリーナ

## Nume asemănătoare
Adela, Adelaida, Adelaide, Adelina, Ale, Ali, Alia, Alona, Aleen, Aleena, Alena, Alenah, Alene, Aliena, Aline, Alleen, Allena, Allene, Alline, Allyna, Allynah, Allyne, Alyna, Alynah, Alyne, Helen, Leena, Leenah, Lena, Lenah, Lina, Linah, Lyna and Lynah.

## Celebritați cu numele Alina
Alina Cojocaru (balerină), Alina Ramona Militaru (sportivă), Alina Fernández (fiica lui Fidel Castro), Alina Foley, Alina Kabayeva (gimnastă rusă, campioană olimpică și mondială), Alina Vergara